# Липканська волость
Липканська волость — історична адміністративно-територіальна одиниця Хотинського повіту Бессарабської губернії.
Станом на 1886 рік складалася з 24 поселень, 21 сільська громада. Населення — 23673 осіб (11939 осіб чоловічої статі та 11734 — жіночої), 3747 дворових господарств.
|                     | Площа, десятин | У тому числі орної, дес. |
| ------------------- | -------------- | ------------------------ |
| Сільських громад    | 21670          | 14298                    |
| Приватної власності | 27394          | 13647                    |
| Казенної власності  | 102            | —                        |
| Іншої власності     | 1187           | 704                      |
| Загалом             | 50353          | 28649                    |

Основні поселення волості:
- Липкани — містечко царачьке[2] при річці Медвежка за 30 верст від повітового міста, 879 осіб, 142 двори, 2 православні церкви, єврейська синагога, 4 молитовних будинки, 115 лавок, 5 постоялих дворів, торжки по четвергах та неділях. За 8 верст — кордон. За 9 верст — кордон. За 14 верст — постоялий двір.
- Баламнешта — село царачьке при річці Вілія, 423 особи, 135 дворів, православна церква.
- Берлінці — село царачьке при річці Вілія, 1005 осіб, 115 дворів.
- Білявинці — село царачьке при річці Вілія, 644 особи, 112 дворів, православна церква.
- Дребкоуці — село царачьке при річці Прут, 1210 осіб, 211 дворів, православна церква.
- Кишло Замжієво — село царачьке при річці Медвежка, 1213 осіб, 191 двір, православна церква.
- Кишло Зелена — село царачьке при річці Пупушда, 385 осіб, 195 дворів, православна церква.
- Кишло Неджимова[3] — село царачьке при річці Шкурова, 1801 особа, 297 дворів, православна церква.
- Котельна (Солоненко) — село царачьке при річці Ланга, 971 особа, 159 дворів, православна церква.
- Кріва — село царачьке при річці Прут, 1135 осіб, 207 дворів, православна церква, школа.
- Ларга — село царачьке при річках Вілія та Ізвор, 2461 особа, 453 двори, православна церква.
- Тицкани — село царачьке при річці Прут, 1321 особа, 251 двір, православна церква.
- Цебреве — село царачьке при річці Прут, 218 осіб, 32 двори, православна церква.
- Шереуци — село царачьке при річці Прут, 1245 осіб, 218 двір, православна церква.